# ヨーロッパアカタテハ
ヨーロッパアカタテハ（Vanessa atalanta）は、チョウ目タテハチョウ科に属する蝶の一種。日本のアカタテハと近縁。ヨーロッパ、アジア、北アメリカの温帯に住むカラフルな蝶である。

## 形態
羽を広げた大きさは40-50mmと比較的大きい。この蝶は、濃茶色、赤色、黒色の羽の模様で識別される。さらに前羽から後羽を横切るように橙色の線が入っていて、前羽には白い斑点があるのが特徴的である。

## 生態
暖かいところに住むが、春には、時には秋にも、北方に渡りを行う。
幼虫はイラクサを食べ、成虫はフジウツギ属等の花の蜜や熟した果実を食べる。
北ヨーロッパでは、冬に最後まで見られる蝶の1つであり、晴れた日にはキヅタ属の蜜を吸っているのが見られる。また冬眠をすることでも知られ、冬眠した個体は以前よりも暗い色になる。特に南ヨーロッパでは、冬の晴れた日にも空を飛ぶことがある。
北アメリカでは、3月から10月までに通常2世代が交代する。北アメリカでは毎春になるとヨーロッパアカタテハが見られるが、これはテキサス州南部で越冬して渡ってきた個体である。

## ライフサイクル

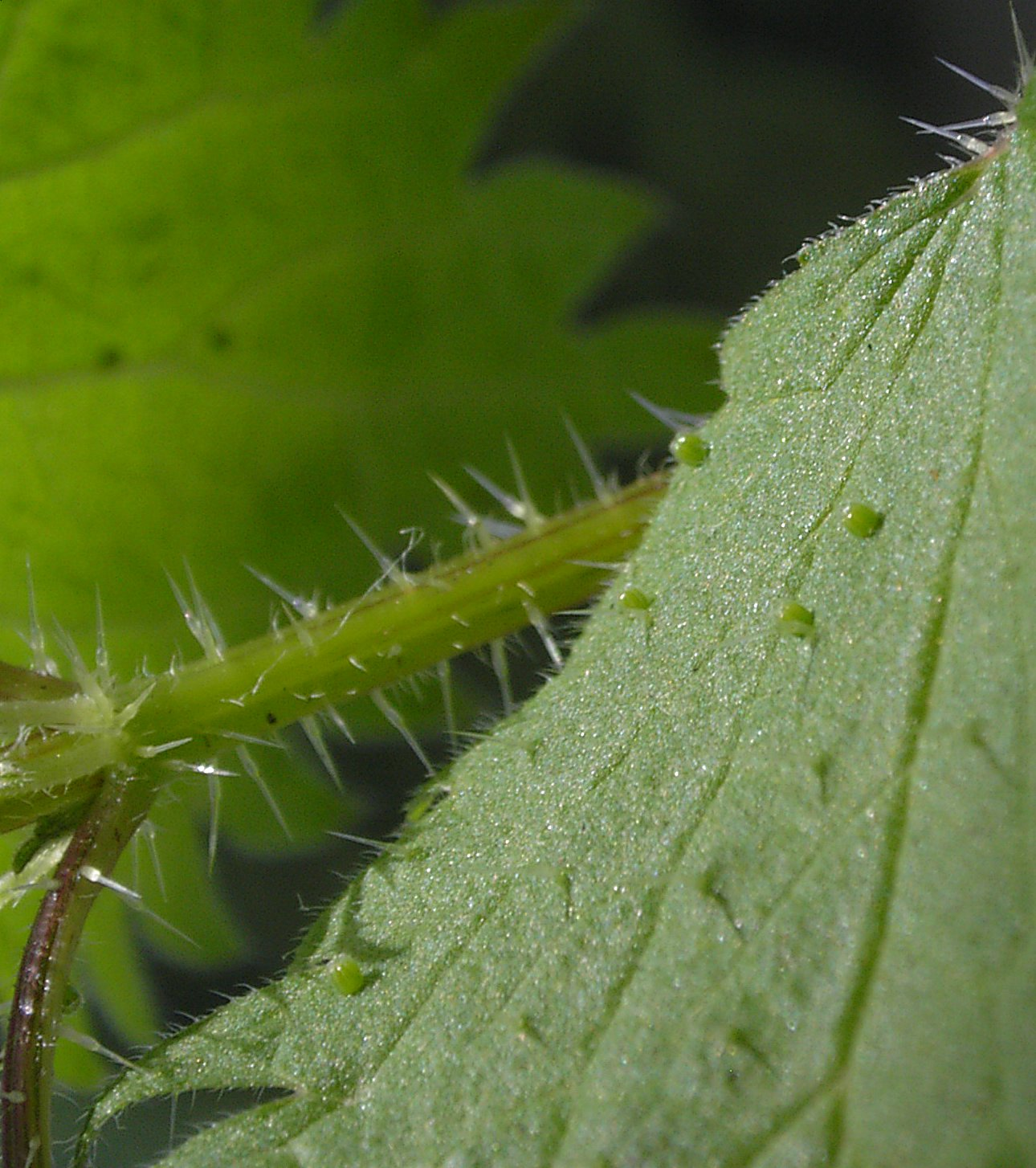
卵
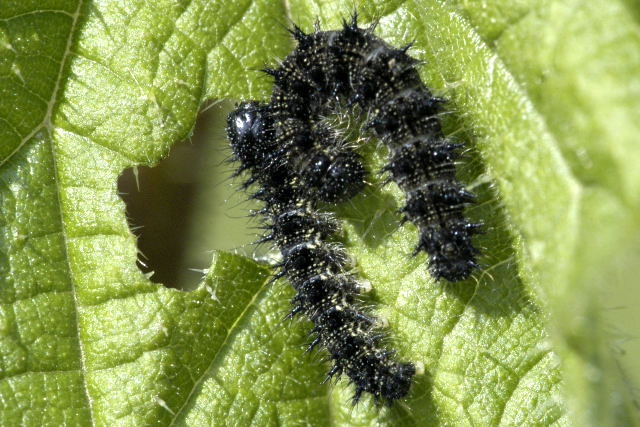
幼虫（前期）
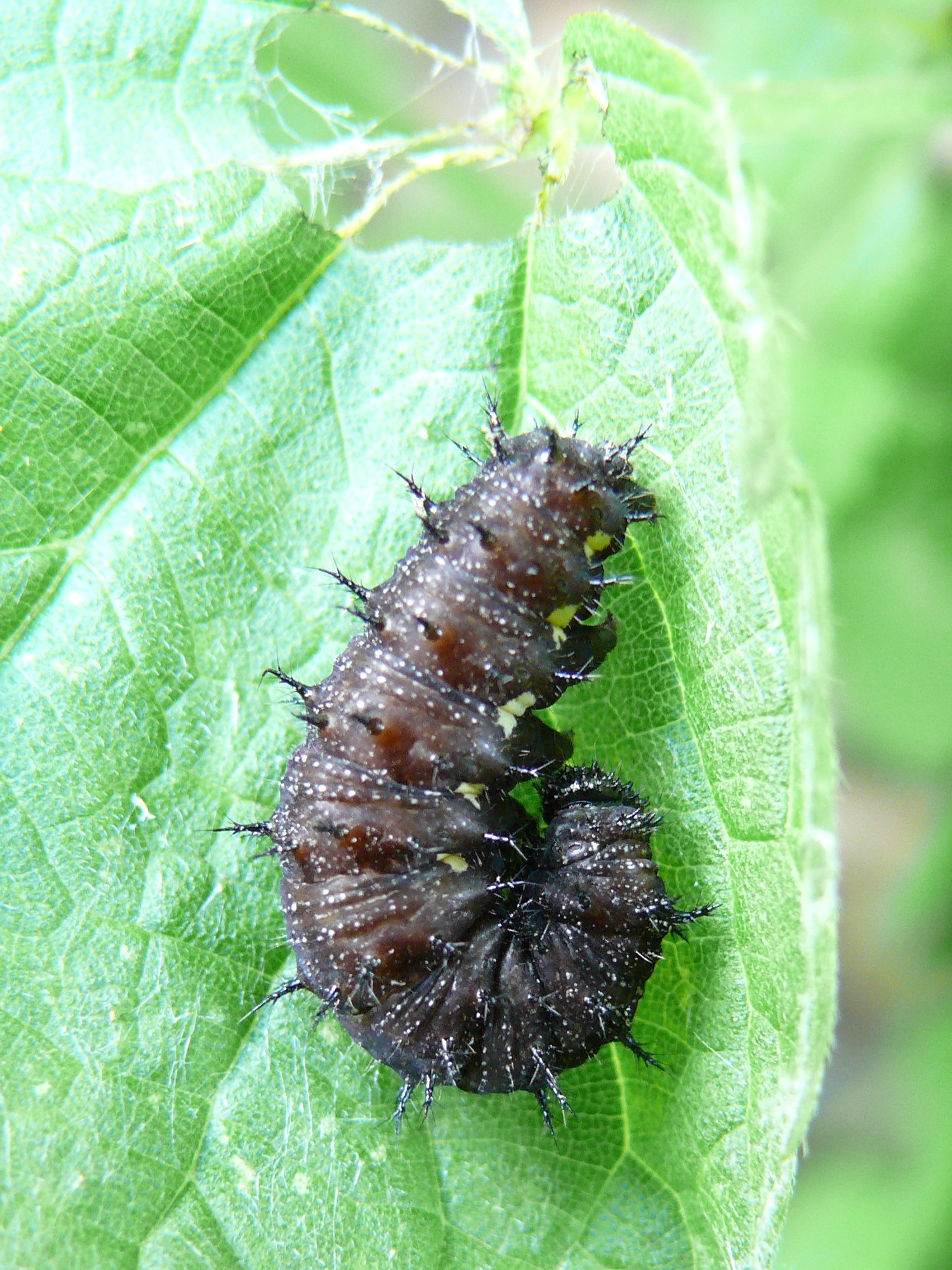
幼虫（後期）
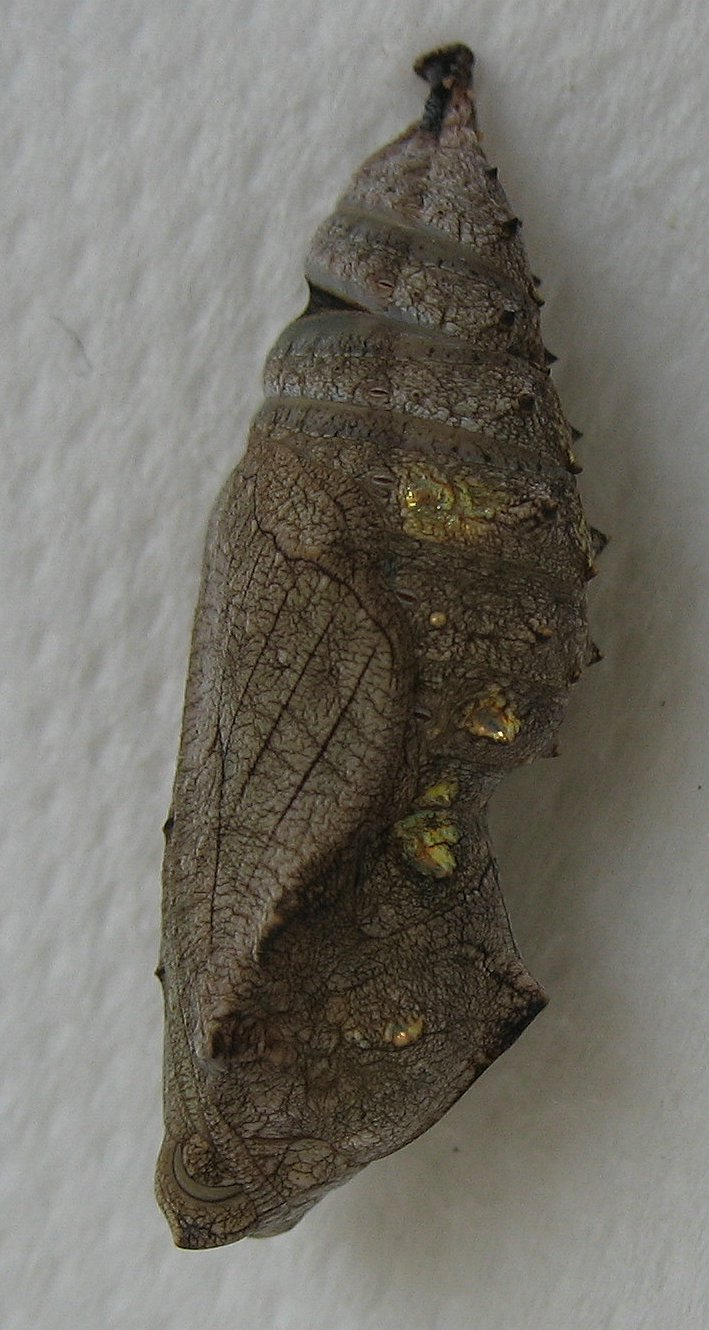
さなぎ
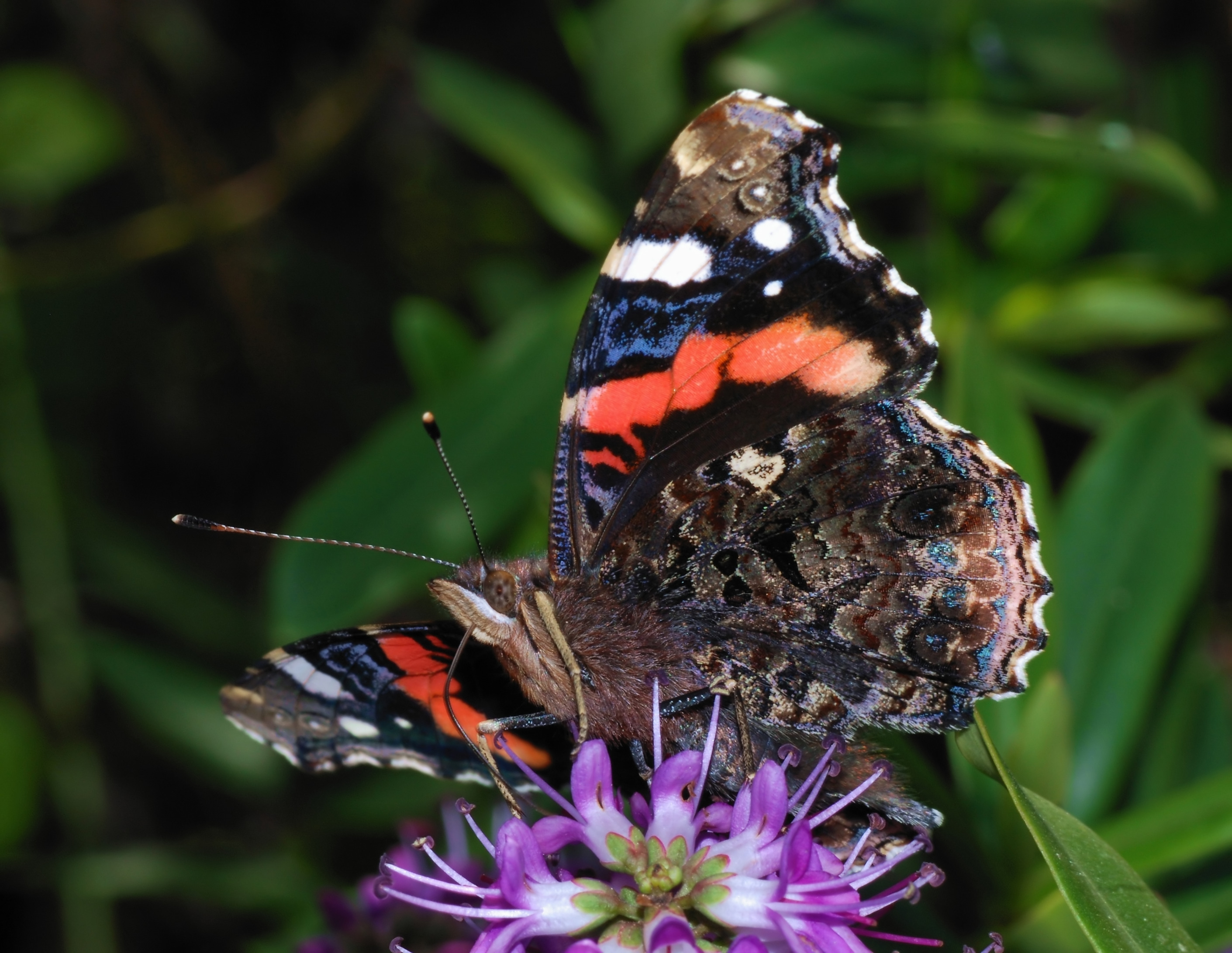
成虫
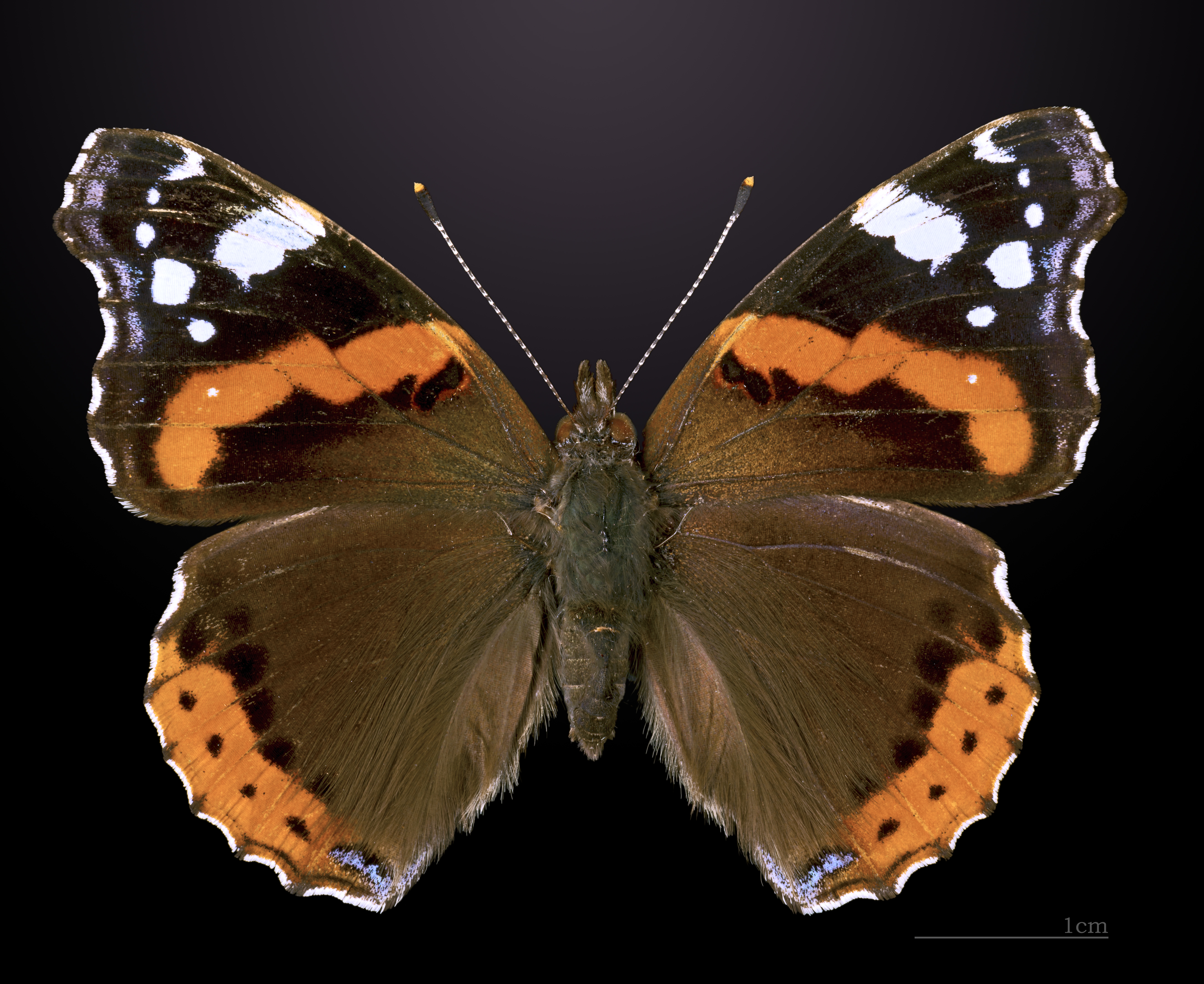
Vanessa atalanta
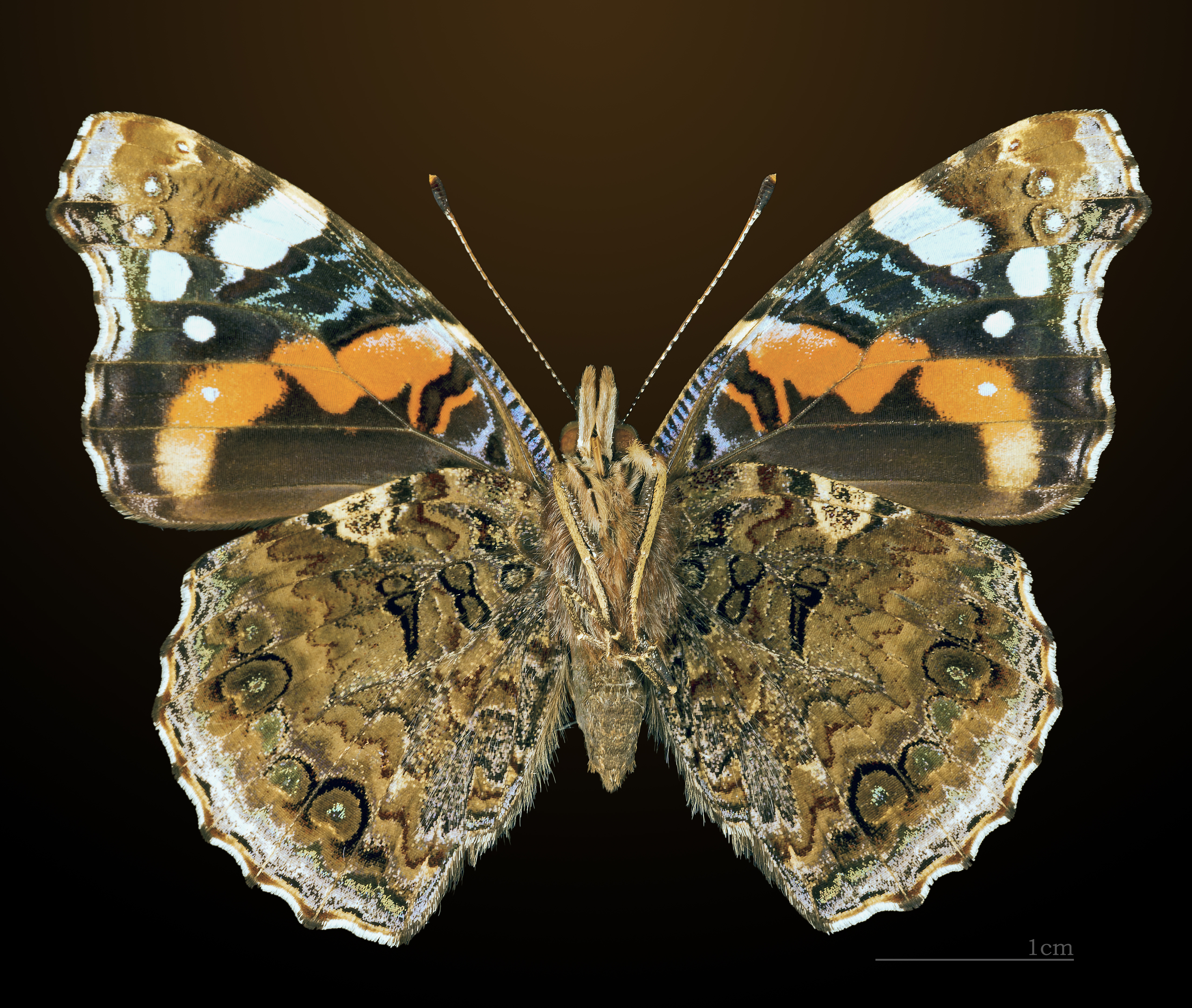
Vanessa atalanta △
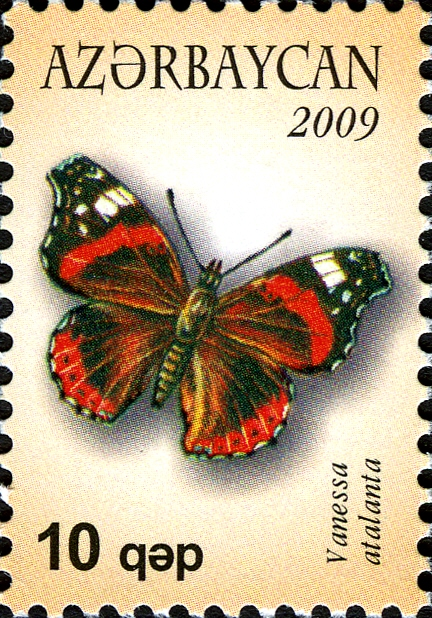
切手